# Ballyshannon Castle
Ballyshannon Castle (irisch Caisleán Bhéal Átha Seanaidh) ist eine abgegangene Niederungsburg in Ballyshannon im irischen County Donegal. Die Burg war eine Festung der O’Donnells. Heute sind davon keinerlei sichtbaren Überreste mehr erhalten.

## Geschichte
Niall Garbh Ó Domhnaill ließ die Burg 1423 erbauen, um die Furt über den Erne zu kontrollieren. Die Burg wurde 1522 von den Truppen Conn O’Neill, 1. Earl of Tyrone, eingenommen und geplündert. Sir Conyers Cliffords Armee wurde von Hugh Roe O’Donnell zurückgeschlagen, nachdem die Burg während der Schlacht von Ballyshannon 1597 drei Tage lang belagert worden war. Nach dem finanziellen Niedergang der O’Donnells 1606 ging Ballyshannon Castle an Henry Folliott, 1. Baron Folliott über.
1720 wurde die Burg abgerissen und eine Kavalleriekaserne an ihrer Stelle errichtet. Anfang des 20. Jahrhunderts wurde das Gelände in einen Marktplatz umgebaut, auf dem landwirtschaftliche Produkte angeboten werden.